# Parque rural de Anaga
O Parque rural de Anaga é uma área natural protegida localizada no Maciço de Anaga, na ilha de Tenerife, Canárias que foi declarada em 9 de junho de 2015 Reserva da Biosfera e é o lugar que tem a maior quantidade de endemismo na Europa. A população atual do parque é de cerca de 2 500 pessoas, distribuídas em 26 assentamentos em partes dos municípios de Santa Cruz de Tenerife, La Laguna e Tegueste.

## História
Antes da redescoberta do arquipélago no século XV, o povo Guanche vivia nessas ilhas, e a ilha de Tenerife era dividida em nove menceyatos, sendo o de Anaga o mais oriental. Esse manceyato era governado por Beneharo na época da conquista.
Esta área da ilha é um dos lugares mais ricos em achados arqueológicos nas ilhas Canárias. Numerosos vestígios guanches foram encontrados. Na verdade, a grande maioria das múmias Guanche encontradas no município de Santa Cruz de Tenerife vêm da área do parque. Entre os achados estão: a Múmia de San Andrés, uma das múmias guanches mais bem preservadas, hoje exposta nas vitrines do Museu da Natureza e do Homem, na cidade de Santa Cruz de Tenerife. Várias múmias foram encontradas em "Laderas de Icorbo" e em "Roque de Tierra", e na Caverna Vegeril foram encontradas várias múmias destruídas. Além disso, apareceram cavernas com alguns restos de animais mumificados e a "Pedra de Anaga", com gravuras de guanche. Há também diferentes cavernas espalhadas por Anaga com gravuras rupestres.
No caminho que se estende entre Taganana e Afur, está a chamada "Pedra dos Guanches", um sítio arqueológico associado às práticas de mumificação dos aborígenes guanche. Este monumento aborígene também é chamado de Pedra de Taganana.
Em 1991, o assassino Dámaso Rodríguez Martín buscou refúgio na área de El Moquinal no oeste do parque, após a sua fuga da prisão de Tenerife II, onde cumpria pena por violação e homicídio. A sua carreira criminosa levou ao assassinato de dois turistas alemães, bem como outras duas pessoas. Ele foi morto por um policial após não ter conseguido suicidar-se.

### Criação e proteção
Em 1987, o parque foi classificado como Parque Natural pela Lei nº 12/1987 de 19 de junho sobre Declaração de Espaços Naturais das Canárias e reclassificado à sua categoria atual (Parque rural) pela Lei 12/1994 de 19 de dezembro sobre Espaços Naturais das Ilhas Canárias.
Em março de 2013, o Consejo de Coordinación de la Red Canaria de Reservas de la Biosfera apresentou e aprovou por unanimidade a proposta de declarar todo o maciço de Anaga como uma nova Reserva da Biosfera. Em 24 de setembro, o Comité Espanhol do Programa do Homem e da Biosfera da UNESCO aprovou a candidatura, que seria apresentada ao Conselho Coordenador Internacional da UNESCO na primavera de 2014 para aprovação definitiva. A proposta havia sido aprovada pelo Executivo do Governo das Canárias e também contou com o apoio das Universidades de La Laguna, Las Palmas de Gran Canaria e da Complutense de Madrid. Finalmente, em 9 de junho de 2015, o maciço de Anaga foi declarado reserva da Biosfera durante a reunião anual da UNESCO realizada naquela ocasião em Paris. O maciço de Anaga é o lugar que tem a maior quantidade de endemismo na Europa e o lugar natural mais importante na ilha de Tenerife depois do Parque Nacional do Teide.

## Fauna e flora
Em Cruz del Carmen há um centro de visitantes com informações sobre o parque, bem como rotas ao longo das trilhas que passam por ele. Por ocupar áreas desde o nível do mar até aos cumes, a flora do parque gerara uma paisagem vegetal muito variada de acordo com o nível de altitude. Nas áreas mais altas a vegetação é caracterizada pela laurissilva dos cumes, nas terras médias os juníperos, os dragoeiros e as palmeiras, e nas áreas inferiores Euphorbia atropurpurea e Euphorbia canariensis. Contém no seu interior as Reservas Naturais Integrais de El Pijaral, Ijuana e Roques de Anaga. Além disso, este espaço foi declarado uma Zona de Proteção Especial para aves, uma vez que para espécies como pombos da laurissilva esta floresta constitui um habitat de importância vital para a sua biologia.